# Hypergrafi

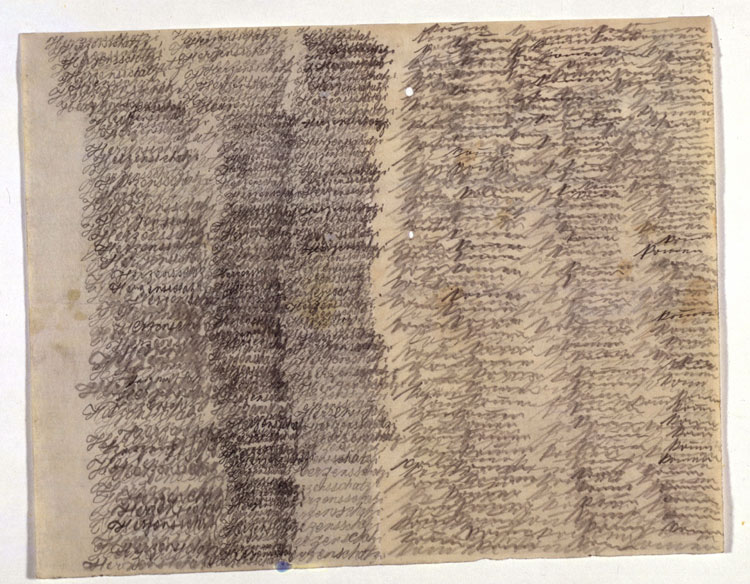
Ett exempel på hur hypergrafi kan ta sig uttryck. Emma Hauck (1878–1920) i ett brev till sin make.

Hypergrafi är en okontrollerbar drift att skriva, ofta om helt obetydliga företeelser och händelser. I sig själv är det inte ett sjukdomstillstånd, men kopplas ofta till epilepsi eller manier. Hypergrafi kan kopplas till andra tillstånd, som hyperlexi (okontrollerbar drift att läsa) och till sin motsats, skrivkramp.
Symptomen kopplas till förändringar hos temporalloben i samband med epilepsi, vilket kan leda till Gastaut-Geschwinds syndrom. De områden av temporalloben som kan ge påverka hypergrafi är hippocampus och Wernickes area.
Mycket lite är känt om de komplexa samband som ligger bakom hypergrafi. Handens rörelser styrs av hjärnbarken, det limbiska systemet styr driften att skriva, medan samband och abstraktioner styrs av temporalloberna. Idag anses hypergrafi i första hand bero på förändrade aktivitetsmönster i temporalloberna. 

## Exempel på hypergrafi
Tillståndet yttrar sig så att den drabbade ser allt i sitt liv som omvälvande och fantastiskt, skeenden som måste dokumenteras. En kvinna i Georgia, Virginia Ridley, som led av tillståndet parat med agorafobi och epilepsi, skrev över 10 000 sidor om sitt liv – vid hennes död misstänktes maken för att ha stängt in henne i hemmet i 27 år och sedan mördat henne, men hennes egna anteckningar friade maken.

### Søren Kierkegaard
En känd författare som förknippats med hypergrafi är den danske filosofen och författaren Søren Kierkegaard. Kierkegaard kunde med stor noggrannhet beskriva sin klädsel, vart han gick på promenader, var han åt och vem han mötte, vid sidan av sina djupa tankar om människans existens. Beskrivningen av hypergrafi kopplad till epilepsi och en personlighet präglad av hyposexualitet, stor känslighet, svårigheter att avsluta sociala relationer och religiösa grubblerier passar väl in på Kierkegaard.